# Tennents' Sixes
Le Tennents' Sixes était une compétition de showbol organisée en Écosse de 1984 à 1993 et disputée par des clubs de football classique, principalement de l'élite du football écossais mais aussi quelques clubs anglais.
Son nom provient de son sponsor, la brasserie Tennent Caledonian (en) (qui avait auparavant donné son nom à une autre compétition, la Tennent Caledonian Cup de 1976 à 1979) et du fait que les matches opposaient des équipes de six joueurs. La compétition s'est d'ailleurs arrêtée lorsque le sponsor s'en est retiré.

## Histoire
Le premier tournoi a lieu en 1984 à la Coasters Arena de Falkirk. L'année suivante, il se déroule à l'Ingliston Showground d'Édimbourg et toutes les autres éditions se sont tenues au Scottish Exhibition and Conference Centre (en) de Glasgow.
Les équipes participantes proviennent très majoritairement de la plus haute division écossaise, mais parfois aussi des divisions inférieures de la Scottish Football League. Deux clubs anglais ont participé : Nottingham Forest et Manchester City.
Le vainqueur de la dernière édition, Partick Thistle, a gardé le trophée définitivement qui peut d'ailleurs être vu dans la vitrine des trophées du Firhill Stadium.

## Format et Règles
Les règles et le format de la compétition ont évolué au cours de son histoire. Le nombre d'équipes participantes a majoritairement été de 10 et, dans ce cas, elles étaient réparties dans deux groupes de 5. Chaque équipe affrontait une fois les autres du groupe et les deux premiers de chaque groupe étaient qualifiés pour la phase à élimination directe avec demi-finales et finale.
Les règles de la dernière édition étaient très proches des règles du showbol tel que pratiqué en Amérique du Nord avec aussi des similarités avec le hockey sur glace (notamment la taille du terrain et l'existence d'un banc de pénalité).
- Le terrain mesure 61 sur 26 mètres entourés de plexiglas jusqu'à une hauteur de 2,10 mètres.

- Les équipes comportent 6 joueurs sur le terrain et 6 remplaçants (les remplacements sont illimités et peuvent intervenir à n'importe quel moment).

- Les matches durent deux périodes de 7 minutes et demi (pour la phase de groupes) et 10 minutes (pour la phase à élimination directe). Les rencontres se terminant sur un match nul au bout du temps réglementaire donnent directement lieu à une séance de tirs au but sans prolongation préalable.

- En phase de poules, une victoire donne trois points, sauf s'il s'agit d'une victoire à la suite des tirs au but qui, elle, apporte 2 points.

- Une zone devant les buts est réservée au gardien, matérialisé par des zébras, et est interdite aux autres joueurs. Un penalty est sifflé si un joueur de la défense y pénètre (sur le même principe que la zone au handball).

- Les gardiens n'ont pas le droit de tenir le ballon à la main plus de 6 secondes.

- Au minimum deux joueurs de chaque équipe doivent impérativement rester dans la moitié de terrain adverse. Sinon, un penalty est sifflé.

- Les joueurs recevant un carton jaune passe deux minutes sur le banc de pénalité.

- Le fait d'envoyer délibérément le ballon hors du terrain par-dessus le pourtour pour gagner du temps vaut un carton jaune.

## Résultats
- 1984 : Rangers (victoire contre Dundee 6–4 en finale)
- 1985 : Heart of Midlothian (victoire contre Morton 4–1 en finale)
- 1986 : Aberdeen (victoire contre Saint Mirren 3–0 en finale)
- 1987 : Aberdeen (victoire contre Heart of Midlothian 4–3 en finale)
- 1988 : Dundee (victoire contre Motherwell 3–2 en finale)
- 1989 : Rangers (victoire contre Motherwell 2–1 en finale)
- 1990 : Hibernian (victoire contre Saint Mirren 3–0 en finale)
- 1991 : Heart of Midlothian (victoire contre Motherwell 5–3 en finale)
- 1992 : Celtic (victoire contre Saint Johnstone 4–2 en finale)
- 1993 : Partick Thistle (victoire contre Airdrieonians 4–3 en finale)[4]